# Liste der diplomatischen Vertretungen in Bosnien und Herzegowina

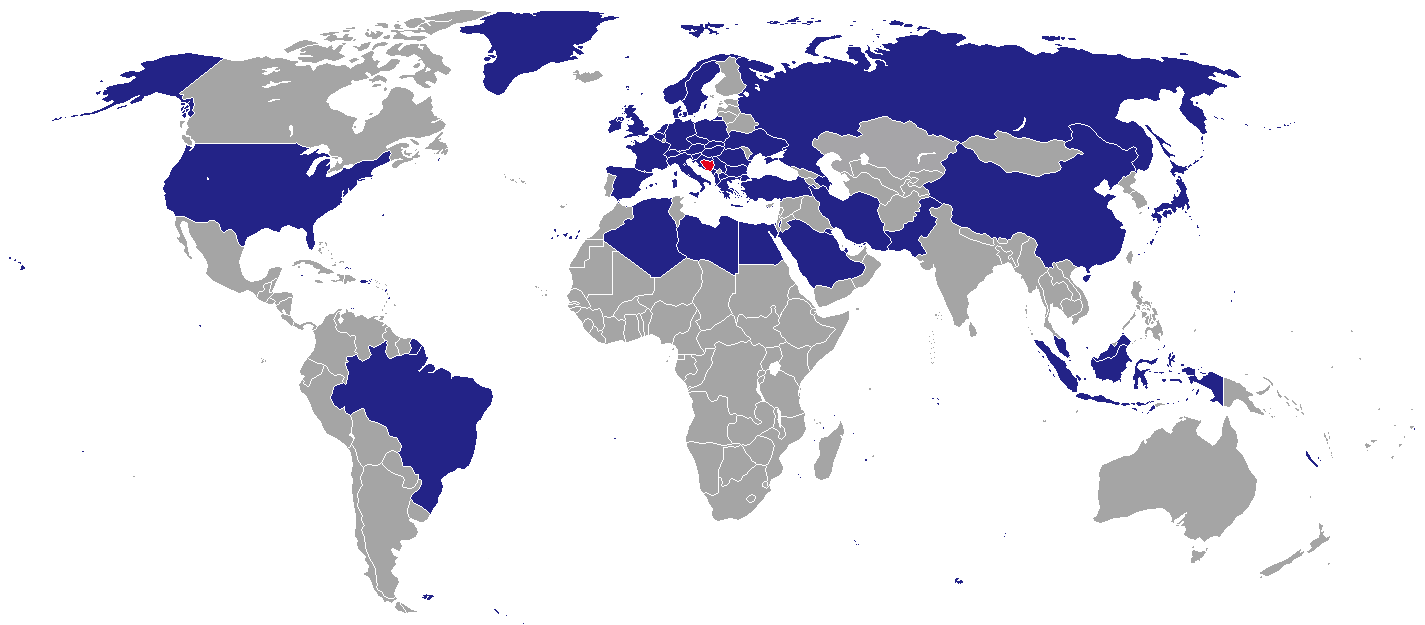
Staaten mit einer Botschaft in Bosnien und Herzegowina

Die Liste der diplomatischen Vertretungen in Bosnien und Herzegowina führt Botschaften und Konsulate auf, die im 
europäischen Staat Bosnien und Herzegowina eingerichtet sind (Stand 2019).

## Botschaften in Sarajevo
44 Botschaften sind in Bosnien und Herzegowina eingerichtet (Stand 2019).

### Staaten
| - Ägypten: Botschaft - Aserbaidschan: Botschaft - Brasilien: Botschaft - Bulgarien: Botschaft - Deutschland: Botschaft - Frankreich: Botschaft - Griechenland: Botschaft - Indonesien: Botschaft - Iran: Botschaft - Italien: Botschaft - Japan: Botschaft - Katar: Botschaft - Kroatien: Botschaft - Kuwait: Botschaft - Libyen: Botschaft - Malaysia: Botschaft - Montenegro: Botschaft - Niederlande: Botschaft - Nordmazedonien: Botschaft - Norwegen: Botschaft |  | - Österreich: Botschaft - Pakistan: Botschaft - Palästina: Botschaft - Polen: Botschaft - Rumänien: Botschaft - Russland: Botschaft - San Marino: Botschaft - Saudi-Arabien: Botschaft - Schweden: Botschaft - Schweiz: Botschaft - Serbien: Botschaft - Slowakei: Botschaft - Slowenien: Botschaft - Spanien: Botschaft - Tschechien: Botschaft - Türkei: Botschaft - Ungarn: Botschaft - Vereinigtes Königreich: Botschaft - Vereinigte Staaten: Botschaft - Volksrepublik China: Botschaft |

### Vertretungen Internationaler Organisationen
- Heiliger Stuhl, Botschaft
- Malteserorden, Botschaft
- Taiwan, Vertretung

## Konsulate in Bosnien und Herzegowina

### Generalkonsulate
| - Kroatien (Banja Luka) - Kroatien (Mostar) - Kroatien (Tuzla) |  | - Serbien (Banja Luka) - Serbien (Mostar) - Türkei (Mostar) - Ungarn (Banja Luka) |

### Büros und Vertretungen
- Ukraine, Vertretungsbüro (Sarajevo)